# Claude Bressolette
Claude Bressolette, né en février 1934 à Fès, est un prélat catholique et historien français. Il est recteur de l'Institut catholique de Toulouse de 2000 à 2004.

## Biographie
Il a été recteur de l'Institut catholique de Toulouse de 2000 à 2004.
Docteur ès lettres (Paris, 1975).

## Articles
Les facultés de théologie dans les Instituts et Universités catholiques, in Revue des sciences religieuses 78, 2004, n°1, pp. 56-66
Frédéric Ozanam et l'ère nouvelle, in  Revue d'histoire de l'Eglise de France, Année 1999, 214, PP.75-88
Riccardi (Andrea) Neo-gallicanesimo e cattolicesimo borghese. Henri Maret e il Concilio Vaticano I., in Archives de sciences sociales des religions,1978, 46-2, PP.296-297